# Regina Carter
Regina Carter (Detroit, 6 agosto 1966) è una musicista statunitense.

## Biografia
Iniziò lo studio del violino all'età di 4 anni. Nella sua carriera ha collaborato con numerosi artisti tra cui Aretha Franklin, Wynton Marsalis, Cassandra Wilson, Mary J.Blige, Billy Joel, Dolly Parton, Joe Jackson, Max Roach, Oliver Lake, String Trio Of New York, Steve Turre e suo cugino James Carter.
Nel dicembre 2001 la città di Genova le ha permesso di suonare in concerto il celebre violino Cannone costruito nel 1743 da Giuseppe Guarneri del Gesù e appartenuto a Niccolò Paganini.
Il suo linguaggio, che combina una tecnica mozzafiato con qualità profonde di improvvisazione e di composizione, si è via via confrontato anche con le radici della musica afroamericana, quali il blues, lo spiritual ed il country.

## Vita privata
Regina Carter è sposata dal 2004 con Alvester Garnett, che è anche batterista della sua band. Risiedono a Maywood nel New Jersey.

## Discografia
Come leader
- 1995 Regina Carter (Atlantic)
- 1997 Something for Grace (Atlantic)
- 1999 Rhythms of the Heart (Verve)
- 2000 Motor City Moments (Verve)
- 2001 Freefall (Verve) con Kenny Barron
- 2003 Paganini: After a Dream (Verve)
- 2006 I’ll Be Seeing You: A Sentimental Journey (Verve)
- 2010 Reverse Thread (E1 Entertainment)
- 2014 Southern Comfort (Masterworks)

Con String Trio of New York
- Intermobility (Arabesque, 1992)
- Octagon (Black Saint, 1992)
- Blues...? (Black Saint, 1993)
- An Outside Job (AA, 1994)

Con Kenny Barron
- Spirit Song (Verve, 1999)

Con Anthony Davis
- Ellington / Monk / Mingus / Davis (Music & Arts, 1997)

Con Mark Helias
- Loopin' the Cool (Enja, 1995)

Con Elliott Sharp
- Xenocodex (Tzadik, 1996)

Con Cassandra Wilson
- Traveling Miles (Blue Note, 1999) in due tracce

Con Steve Turre
- Lotus Flower (Verve, 1999)

Con James Carter
- Chasin' the Gypsy (Atlantic, 2000)
- Caribbean Rhapsody (EmArcy, 2011)

Con Sir Simon Rattle, Luther Henderson, City of Birmingham Symphony Orchestra, Lena Horne
- Classic Ellington (EMI Classics, 2000)

Con Carmen Lundy
- Something to Believe In (Justin Time, 2003) in 3 tracce

Con Joe Jackson
- The Duke (Razor & Tie, 2012) in 3 tracce